# Arnold G. Kluge
Arnold Girard Kluge (* 27. Juli 1935 in Glendale, Kalifornien) ist ein US-amerikanischer Herpetologe und Professor emeritus an der University of Michigan in Ann Arbor.

## Leben
Kluge erlangte 1957 den Bachelor of Arts und 1960 den Master of Science an der University of Southern California. Von 1959 bis 1960 sowie von 1969 bis 1971 war er Stipendiat der National Science Foundation. Von 1960 bis 1961 war er Stipendiat beim United States Public Health Service. Von 1961 bis 1962 forschte er mit einem Fulbright-Stipendium in Australien. 1963 wurde er Mitglied bei Sigma Xi und bei der Scientific Research Society of America. 1964 wurde er mit der Dissertation The Australian gekkonid lizard genus Diplodactylus Gray: An evolutionary and zoogeographical study unter der Leitung von Jay Mathers Savage zum Ph.D. an der University of Southern California promoviert. Im selben Jahr war er Lecturer für Embryologie an der University of Southern California. Von 1964 bis 1965 war er Assistant Professor für Vergleichende Anatomie am San Fernando Valley State College. Anschließend wechselte er an die University of Michigan. 1969 war er Stipendiat der Society of Philosophers in America. Von 1971 bis 1972 forschte er mit einem Guggenheim-Stipendium. Von 1974 bis 1976 war er außerordentlicher Professor in Biologe an der University of Michigan. 1976 wurde er ordentlicher Professor.
Kluge veröffentlichte umfassende Studien zur Systematik, Evolutionsbiologie und Ökologie von Amphibien und Reptilien. Er entwickelte auch die Theorie und Philosophie der phylogenetischen Schlussfolgerungen weiter und brachte den Falsifikationismus in die Kladistik ein.
Kluge war 1980 Gründungsmitglied und Präsident der Willi Hennig Society und Chefredakteur des Fachjournals Cladistics. 1972 wurde er mit dem Innovative Teaching Award der University of Michigan ausgezeichnet.

## Erstbeschreibungen von Arnold G. Kluge
- Aprasia aurita Kluge, 1974
- Aprasia inaurita Kluge, 1974
- Aprasia parapulchella Kluge, 1974
- Aprasia pseudopulchella Kluge, 1974
- Crenadactylus Dixon & Kluge, 1964
- Delma australis Kluge, 1974
- Delma borea Kluge, 1974
- Delma concinna (Kluge, 1974)
- Delma elegans Kluge, 1974
- Delma inornata Kluge, 1974
- Delma nasuta Kluge, 1974
- Delma pax Kluge, 1974
- Delma torquata Kluge, 1974
- Diplodactylus galeatus Kluge, 1963
- Diplodactylus mitchelli Kluge, 1963
- Diplodactylus savagei Kluge, 1963
- Hemidactylus palaichthus Kluge, 1969
- Heteronotia spelea (Kluge, 1963)
- Homonota underwoodi Kluge, 1964
- Lucasium maini (Kluge, 1962)
- Lucasium squarrosum (Kluge, 1962)
- Saproscincus tetradactylus (Greer & Kluge, 1980)
- Sphaerodactylus graptolaemus Harris & Kluge, 1984
- Strophurus williamsi (Kluge, 1963)

## Dedikationsnamen
Nach Kluge sind die Geckoarten Cyrtodactylus klugei, Diplodactylus klugei und Lygodactylus klugei benannt.